# Spire de Frager

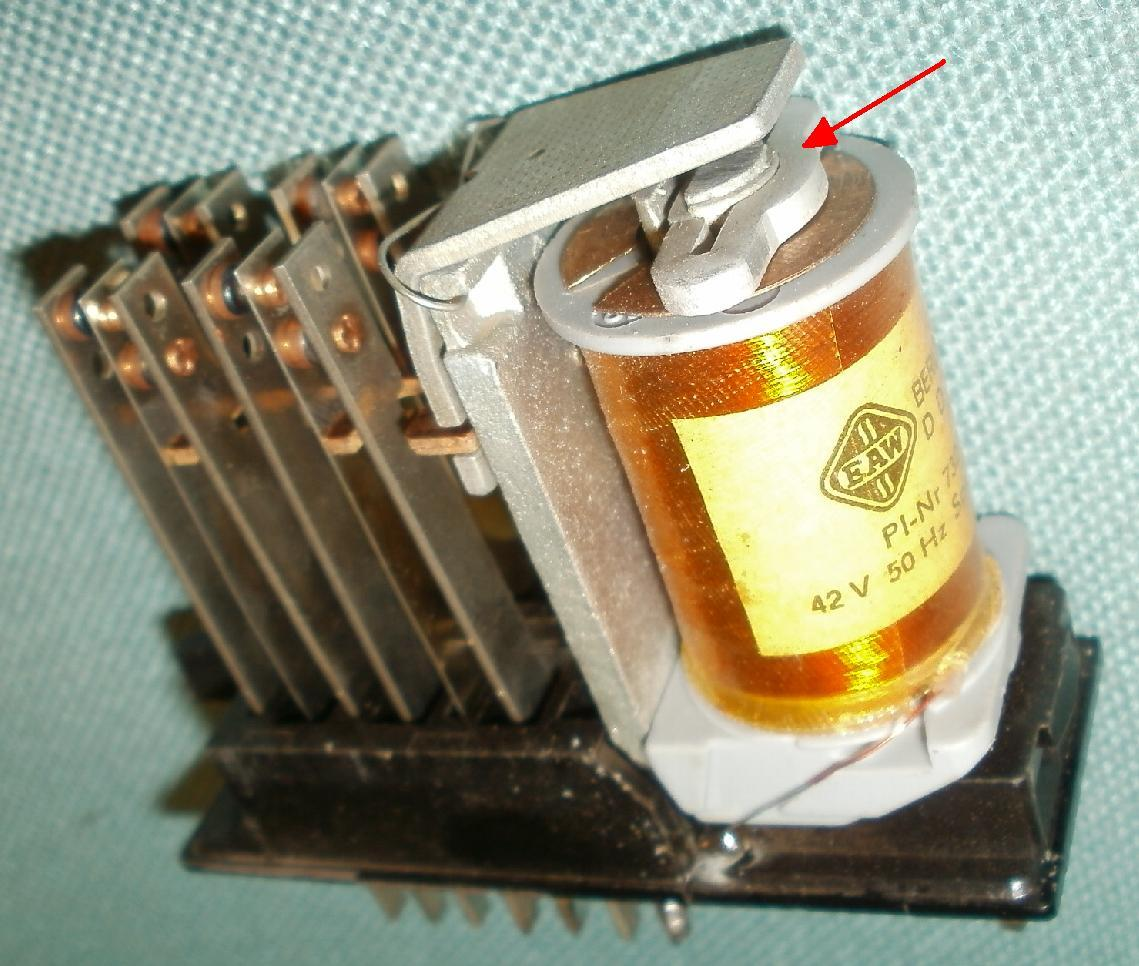
Relais avec spire de frager (flèche rouge)

Une spire de Frager également appelée bague de déphasage (ou shading ring ou encore shading coil en anglais) est un composant du circuit magnétique d'un équipement fonctionnant en courant alternatif (contacteur, moteur asynchrone…). Le circuit magnétique de tels équipements est feuilleté pour limiter les pertes par courant de Foucault. Le rôle de cette spire conductrice (i.e. un anneau, en court-circuit) en alliage cuivreux est de générer un flux magnétique secondaire à partir d’un flux magnétique principal créé par le bobinage inducteur parcouru par un courant alternatif sinusoïdal.

## Principe

La spire de Frager a pour but de fournir un champ magnétique déphasé (en bleu) suffisamment important pour maintenir fermée l'armature mobile du contact lorsque le flux de la bobine principale (en rouge) passe par une valeur nulle, évitant ainsi les bruits parasites et la destruction des contacts du circuit de puissance du relais.

La spire embrasse un flux principal variant en permanence de manière périodique (sinusoïdal). Elle est donc le siège d’une force électromotrice induite (fem), donc une tension interne à la spire. La spire étant en court-circuit, elle est parcourue par un courant électrique induit. Ce courant induit crée alors lui-même un flux secondaire au niveau de la spire.
Conformément aux lois de l’électromagnétisme, ce flux secondaire est déphasé par rapport au flux principal. Cela signifie que les deux flux alternatifs ne s'annulent pas au même moment. Ainsi, dans le circuit magnétique les deux flux se composent en un flux résultant ayant d’autres propriétés que le flux principal.

## Applications

### Contacteurs et relais électromagnétiques
Un relais ou un contacteur est un appareil de connexion à commande électrique actionnée à distance et automatiquement. Cet équipement est composé d'un circuit magnétique parcouru par un flux axial alternatif de fréquence réseau (50 Hz en Europe ou 60 Hz aux États-Unis et dans d'autres pays du monde) créé par un bobinage inducteur. Ce flux, ainsi que la force portante ou d'attraction magnétique, passent (respectivement) par zéro 100 ou 120 fois par seconde.
Sans dispositif auxiliaire, l'équipage ou l’armature mobile dont les contacts mobiles sont solidaires, vibrerait en produisant un bruit conséquent.
La ou les spires de Frager embrassent donc une partie du flux principal et produisent ainsi un flux secondaire déphasé par rapport au flux principal.
Un flux résultant est créé. Ce flux ne passant plus jamais par un niveau nul, l’armature mobile ne vibre quasiment plus, inertie aidant.

### Moteurs asynchrones
Dans les moteurs asynchrones monophasés de faible puissance et à usage domestique (constitués d'un seul enroulement) dits moteurs à bague de démarrage, il est nécessaire de favoriser un sens de rotation en forçant le rotor à s'accrocher sur un des deux champs tournants. On appelle cela un champ tournant « artificiel », un champ tournant étant au minimum biphasé,.
Les spires de Frager, disposées dans la carcasse (inducteur), sont décalées d'un angle électrique de 90° par rapport à l'enroulement principal. Au démarrage, ces spires vont produire une dissymétrie entre les deux champs magnétiques tournants et privilégier un sens de rotation.

## Origine du nom
Le terme Frager reste aujourd'hui assez obscur alors que la spire de Frager est un dispositif largement diffusé dans tous les manuels de technologie et est enseigné dans tous les lycées techniques. Frager dont on ne sait que peu voire aucune chose, serait selon les sources soit un personnage, un physicien ou électrotechnicien, soit un toponyme.